# The Story of God with Morgan Freeman
The Story of God with Morgan Freeman is een Amerikaanse documentairereeks van National Geographic Channel met Hollywoodacteur Morgan Freeman.
Freeman is op zoek naar antwoorden op de grote geloofsvragen van mensen uit verschillende culturen en religies met in het bijzonder hun geloof in een God. Hiermee komt hij op de meest historische plaatsen in de wereld en laat hij de lokale mensen aan het woord, die vertellen over hun ervaring met het geloof bij de betreffende historische plaatsen. In de serie komt Freeman op locaties waaronder de Olijfberg, de Rotskoepel en de Westmuur van de Tempelberg in Jeruzalem, de Bodhiboom in India, Mayastad in Mexico en de Lakewood Church in Houston. Volgens de acteur denken christenen, moslims en boeddhisten vaak dat ze een heel andere visie op de wereld hebben, terwijl er ook vele overeenkomsten zijn. Als acteur speelde Freeman zelf ook al eens God in de films Bruce Almighty uit 2003 en in het vervolg Evan Almighty uit 2007.
De serie ging op 3 april 2016 in première. De serie kreeg een vervolg waarbij het tweede seizoen op 16 januari 2017 van start ging. In januari 2018 werd een derde seizoen aangekondigd. De start daarvan vond plaats op 5 maart 2019.

## Afleveringen

### Seizoen 1
| Nr. | Titel                 | Datum         |  |
| --- | --------------------- | ------------- |  |
| 1   | Beyond Death          | 3 april 2016  |  |
| 2   | Apocalypse            | 10 april 2016 |  |
| 3   | Who is God?           | 17 april 2016 |  |
| 4   | Creation              | 24 april 2016 |  |
| 5   | Why Does Evil Exist?  | 1 mei 2016    |  |
| 6   | The Power of Miracles | 8 mei 2016    |  |

### Seizoen 2
| Nr. | Titel           | Datum           |  |
| --- | --------------- | --------------- |  |
| 1   | The Chosen One  | 16 januari 2017 |  |
| 2   | Heaven and Hell | 23 januari 2017 |  |
| 3   | Proof of God    | 30 januari 2017 |  |

### Seizoen 3
| Nr. | Titel                | Datum         |  |
| --- | -------------------- | ------------- |  |
| 1   | Search for the Devil | 5 maart 2019  |  |
| 2   | God Among Us         | 12 maart 2019 |  |
| 3   | Visions of God       | 19 maart 2019 |  |
| 4   | Deadly Sins          | 26 maart 2019 |  |
| 5   | Divine Secrets       | 2 april 2019  |  |
| 6   | Holy Laws            | 9 april 2019  |  |